# Jordánek (Podolanka)
Jordánek je vodní plocha nacházející se ve středočeské Podolance v okrese Praha-východ. Má oválný tvar s hrází orientovanou na východ při ulici Hlavní. Délka je asi 95 m a šířka 54 m. Voda z Podolanky odtéká Vinořským potokem. Rybník vznikl po roce 1869. Po hrázi rybníka vede cyklotrasa 8196.

## Galerie

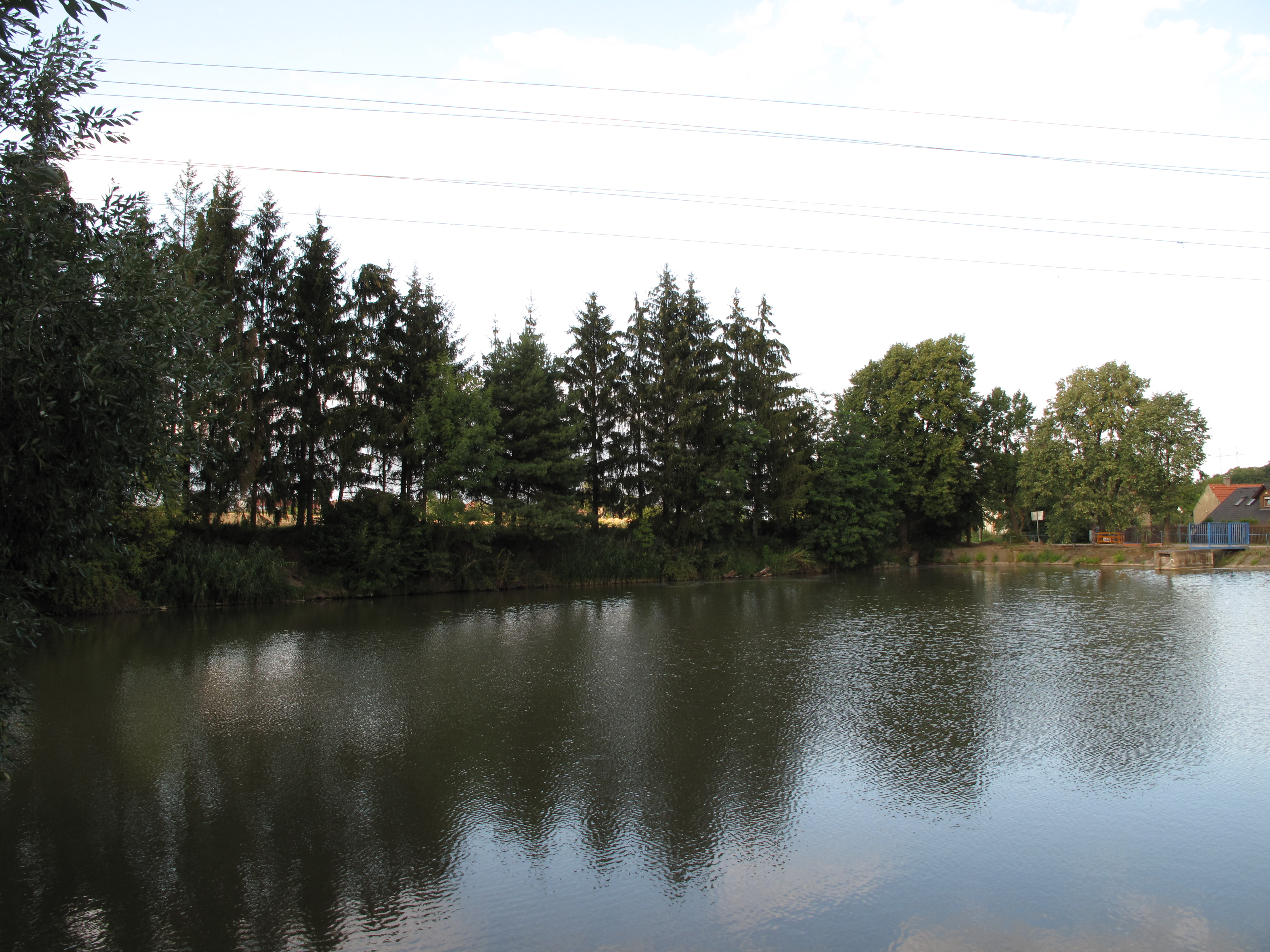
Břeh se smrky
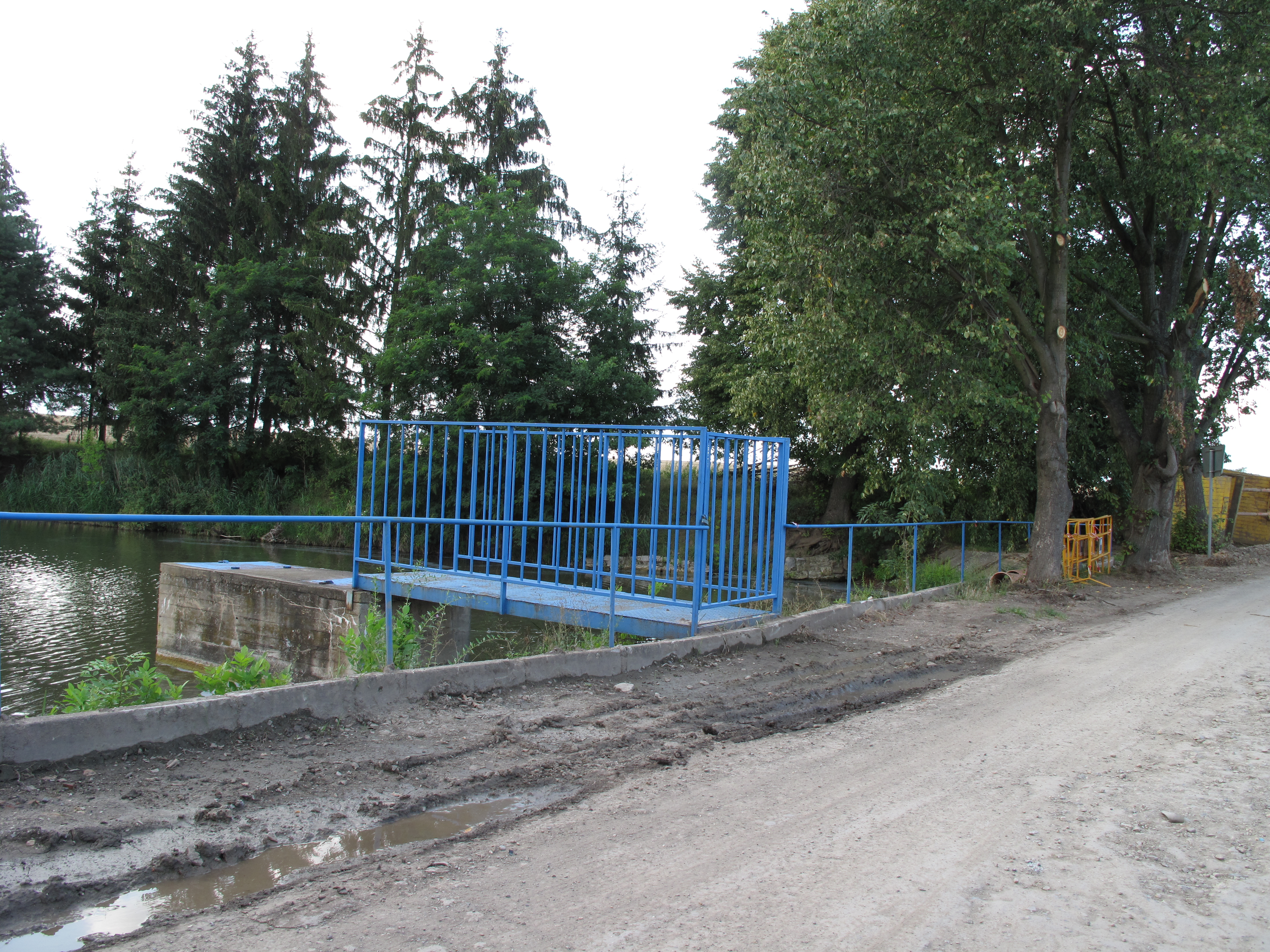
Stavidlo
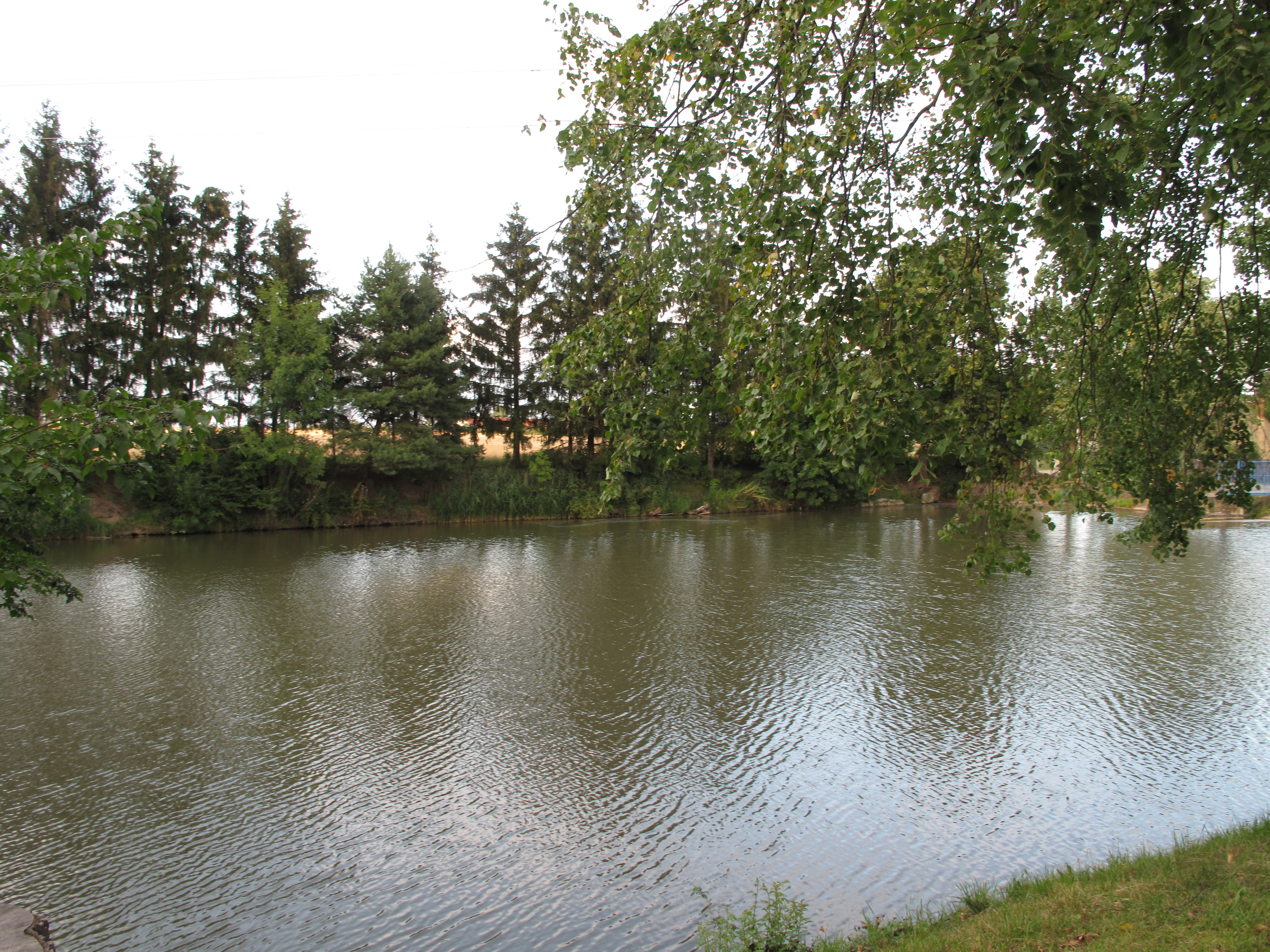
Pohled